# Кертіс Томасевич
Кертіс Томасевич (англ. Curtis Tomasevicz, 17 вересня 1980) — американський бобслеїст, олімпійський чемпіон.
Кертіс Томасевич почав брати участь у міжнародних змаганнях з бобслею в 2004. До того він грав у американський футбол за команду університету Небраска-Лінкольн. Він закінчив університет за головною спеціальністю інженер-електрик і додатковою — астроном.
На чемпіонатах світу з бобслею Томасевич станом на травень 2010 здобув п'ять нагород, з яких одна золота. Він виступає як у четвірках, так і в двійках та міксті. Звання олімпійського чемпіона Томасевич здобув у складі команди Стівена Голкомба на Олімпіаді у Ванкувері.

## Зовнішні посилання
- Досьє на sports-reference.com [Архівовано 11 серпня 2012 у WebCite]

1. 1 2  Olympedia — 2006.